# Caïque à ailes noires
Hapalopsittaca melanotis
Espèce
Statut de conservation UICN

 LC  : Préoccupation mineure
Statut CITES
Le Caïque à ailes noires (Hapalopsittaca melanotis) est une espèce d'oiseau appartenant à la famille des Psittacidae.

## Description
Cet oiseau mesure environ 24 cm de long. Le plumage présente une dominante vert foncé. Comme son nom l'indique, cette espèce est caractérisée par la coloration noire intense d'une grande partie des ailes. Les rémiges et les extrémités des rectrices sont bleues. Les cercles oculaires sont jaunes et les iris orange. Le bec est bleuâtre et les pattes sont grises.

## Sous-espèces
Le Caïque à ailes noires est représenté par deux sous-espèces :
- melanotis avec la nuque, la calotte et la poitrine azur violacé et des zones auriculaires noires ;
- peruviana avec seulement un collier azur violacé et des zones auriculaires rouge brique.

## Habitat
Cet oiseau vit dans les forêts humides jusqu'à 3 450 m d'altitude.

## Répartition
Cet oiseau peuple les Andes péruviennes et boliviennes.